# Henri Chalamet
Henri Chalamet est un homme politique français né le 16 septembre 1849 à Tournon-sur-Rhône (Ardèche) et décédé le 17 mai 1935 à Valence (Drôme).

## Biographie
Fils d'Étienne Antoine Gaston Chalamet, préfet de l'Ardèche de septembre 1870 à avril 1871, Henri Chalamet s'installe comme avocat à Valence, dans la Drôme, après ses études de droit. Il a fait son service militaire au régiment des mobiles de l'Ardèche, avec le grade de sous-lieutenant. En plus de sa carrière de juriste, et d'homme politique, il a rempli les fonctions d'administrateur de la Caisse d'épargne, et d'administrateur du collège de Valence. Il a été nommé chevalier de la Légion d'honneur, le 29 juillet 1897. Pris d'un malaise, lors d'une réunion du conseil général de l'Ardèche, à Privas, il est immédiatement transporté à son domicile de Valence. Il y meurt le lendemain.
C'est le frère de Rose-Élise Chalamet, auteur de livres de pédagogie et (sous les pseudonymes de Jacques Naurouze et Jean Rozane) romancière française.

## Carrière politique

### Mandats locaux
Henri Chalamet est maire de la ville du 10 mai 1896 au 9 octobre 1919, après avoir été élu conseiller municipal, à partir de 1878 et premier adjoint au maire, entre 1888 et 1892. Neveu d'Arthur Chalamet, sénateur de l'Ardèche, il succède en 1895 comme conseiller général du canton de Vernoux, dans l'Ardèche. Il conserve ce mandat jusqu'à son décès. 

### Mandat national
Il est élu sénateur de l'Ardèche le 11 janvier 1920, lors d'une élection partielle, suite à décès de Auguste Vincent, le 28 février 1915, et non remplacé durant le conflit de la Première Guerre mondiale. Il participe alors à plusieurs commissions, dont celle de « des habitations à bon marché ». Il dépose une proposition de loi, pour instituer l'inventaire mobilier obligatoire après décès. Réélu en 1921, il participe aux commissions de l'armée, à celle de la comptabilité et à celle des départements libérés de l'invasion. Il s'inscrit au groupe parlementaire de l'Union républicaine durant l'intégralité de ses mandats. Il dépose une proposition de loi tendant à modifier l'ordre de règlement des exercices budgétaires. Il ne se représente pas aux élections sénatoriales, pour le renouvellement de son poste, en 1930, ne gardant alors que son poste de conseiller général, qui occupe jusqu'à sa mort.

## En savoir plus